# Pierre Benoit (novelista)
Pierre Benoit (Albi, Tarn, 16 de julio de 1886-Ciboure, Pirineos Atlánticos, 3 de marzo de 1962) fue un novelista francés, miembro de la Academia Francesa.
Pierre Benoit, era hijo de un soldado francés. Benoit pasó sus primeros años y cumplió el servicio militar en el norte de África, antes de convertirse en un funcionario público. Su primera novela, Koenigsmark, se publicó en 1918; Atlántida fue publicada al año siguiente y recibió el Gran Premio de la Academia Francesa. Benoit se convirtió en miembro de dicha academia durante 1931.
Político de extrema derecha, Benoit fue un admirador del fascista francés Charles Maurras. Durante la ocupación de Francia, Benoit se unió al Groupe Collaboration, un grupo de arte pronazi entre cuyos miembros estaban Abel Bonnard, Georges Claude y Pierre Drieu La Rochelle. Esto lo llevó a su arresto en septiembre de 1944; eventualmente fue liberado seis meses después, pero sus obras continuaron durante muchos años más en la «lista negra» de los colaboradores franceses con la Alemania nazi.
Al final de su vida, Benoit dio una serie de entrevistas con el escritor francés Paul Guimard.
Murió en marzo de 1962 en Ciboure, Pirineos Atlánticos.

## Obra
- Koenigsmark (1918)
- L'Atlantide (1919)
- La Chaussée des Géants (1922)
- L'Oublié (1922)
- Le Puits de Jacob (1925)
- Le Roi Lépreux (1927)
- Axelle (1928)
- Le Soleil de Minuit (1930)
- L'Homme qui était trop grand (1936)
- Bethsabée (1938)
- Lunegarde (1942)
- L'Oiseau des Ruines (1947)
- Aïno (1948)
- Les Agriates (1950)
- La Sainte Vehme (1954), ilustrado por Jean Dries
- Villeperdue (1954)
- Montsalvat (1957).